# Cassia bakeriana
Ne doit pas être confondu avec The Wishing Tree ou L'Arbre à souhaits.
Espèce
Cassia bakeriana est une espèce de plantes à fleurs de la famille des Fabaceae. C'est un arbre originaire du Nord de la Birmanie au Nord de la Thaïlande qui pousse dans le biome tropical humide.
Cassia bakerianaest aussi dénommée couramment pink shower tree, wishing tree et dwarf apple blossom tree en anglais. 

## Description et utilisation
C'est un arbre à feuilles larges et à feuilles persistantes qui pousse jusqu'à 30 m. Le Pink shower tree est surtout cultivé comme plante ornementale et ses fleurs odorantes sont de couleur rose-violet.

## Gallery

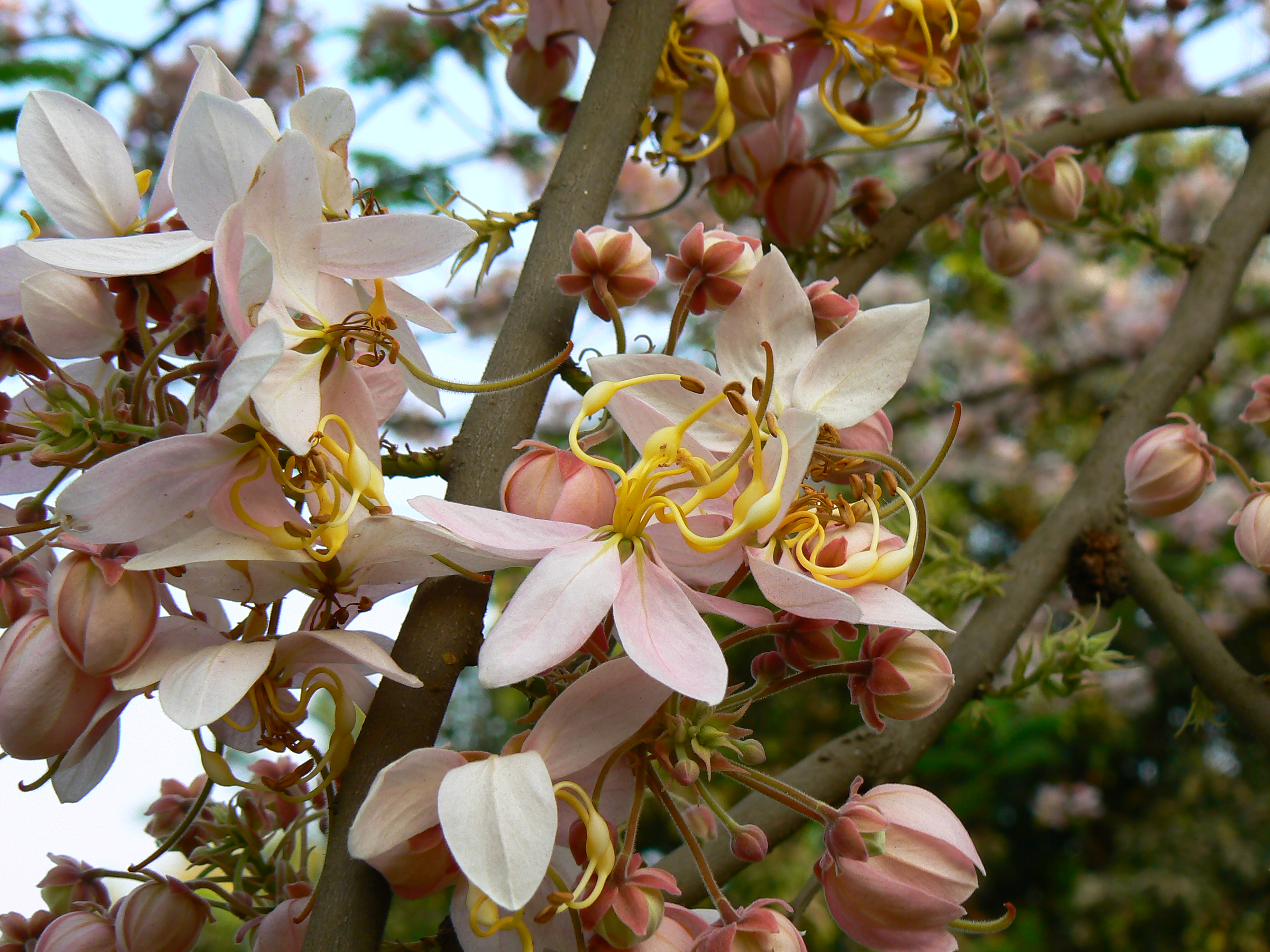
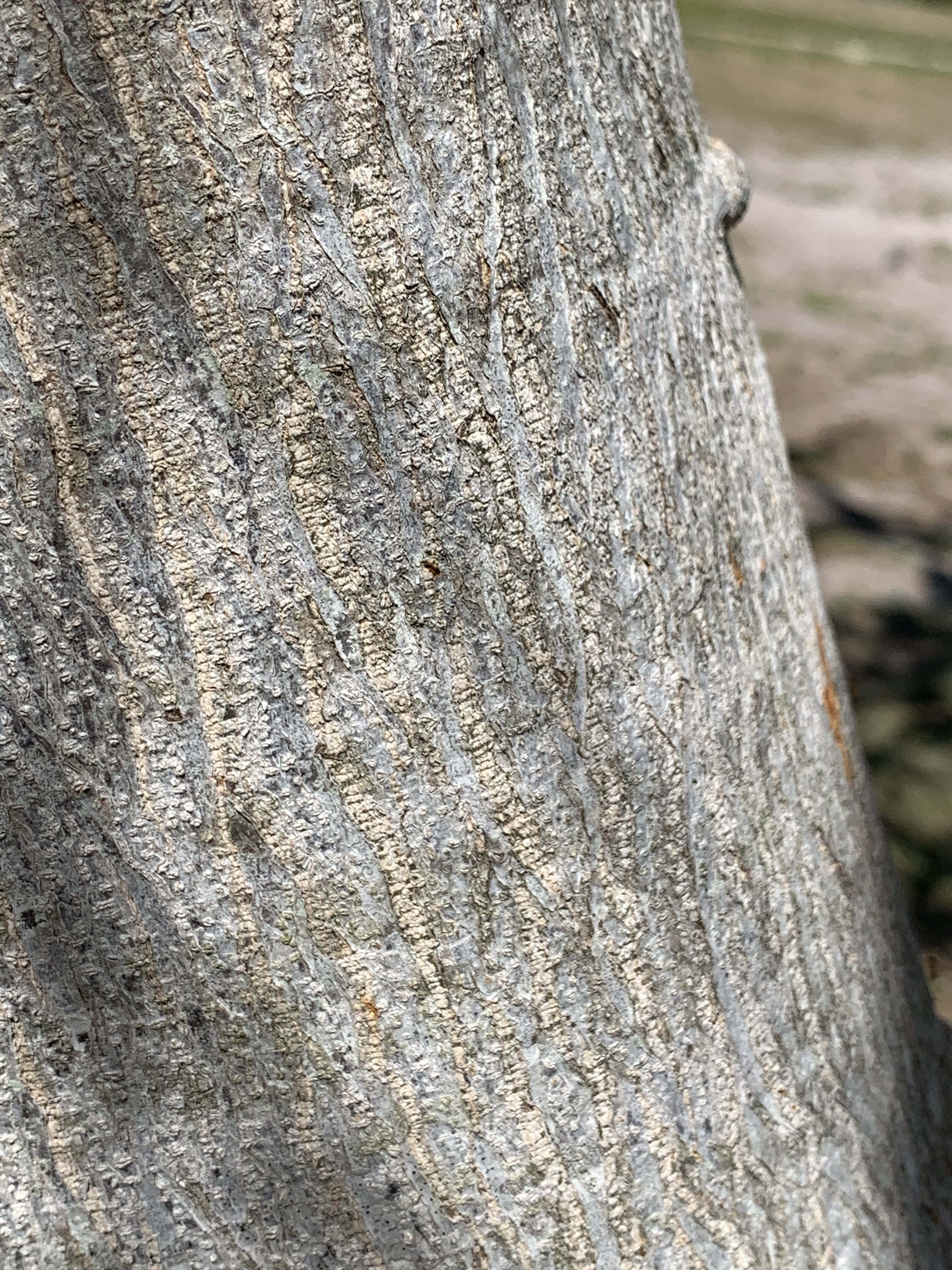
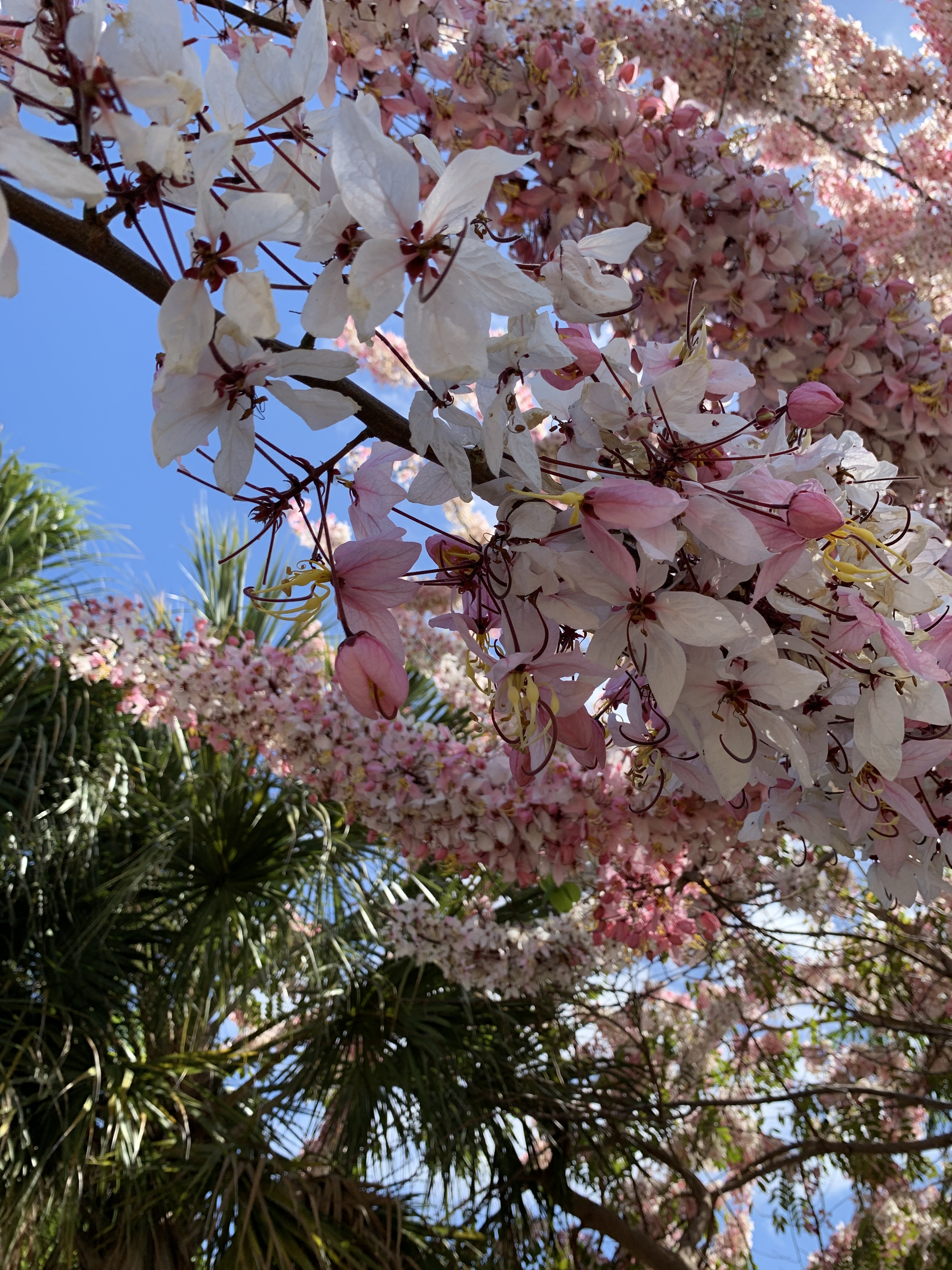
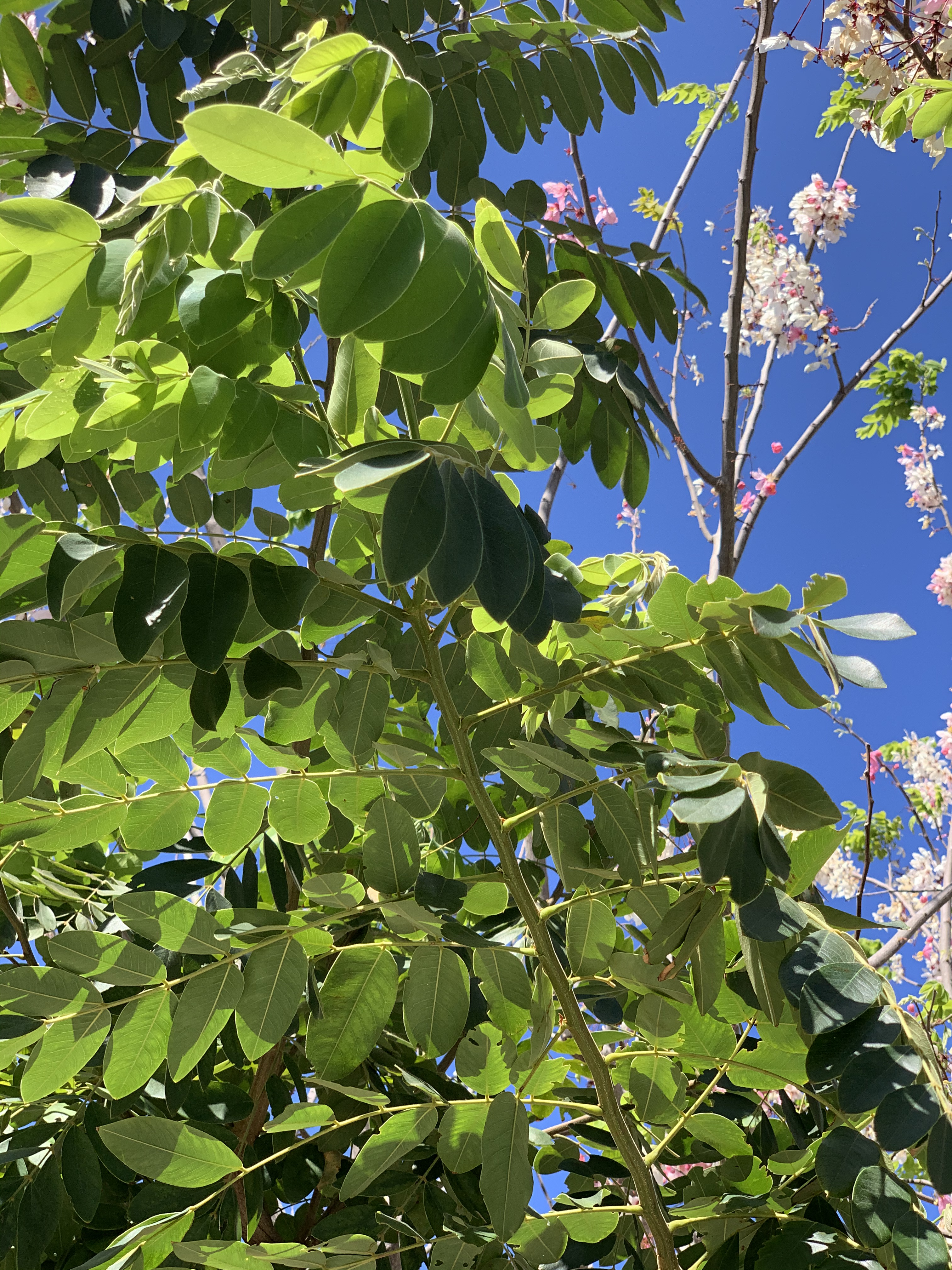
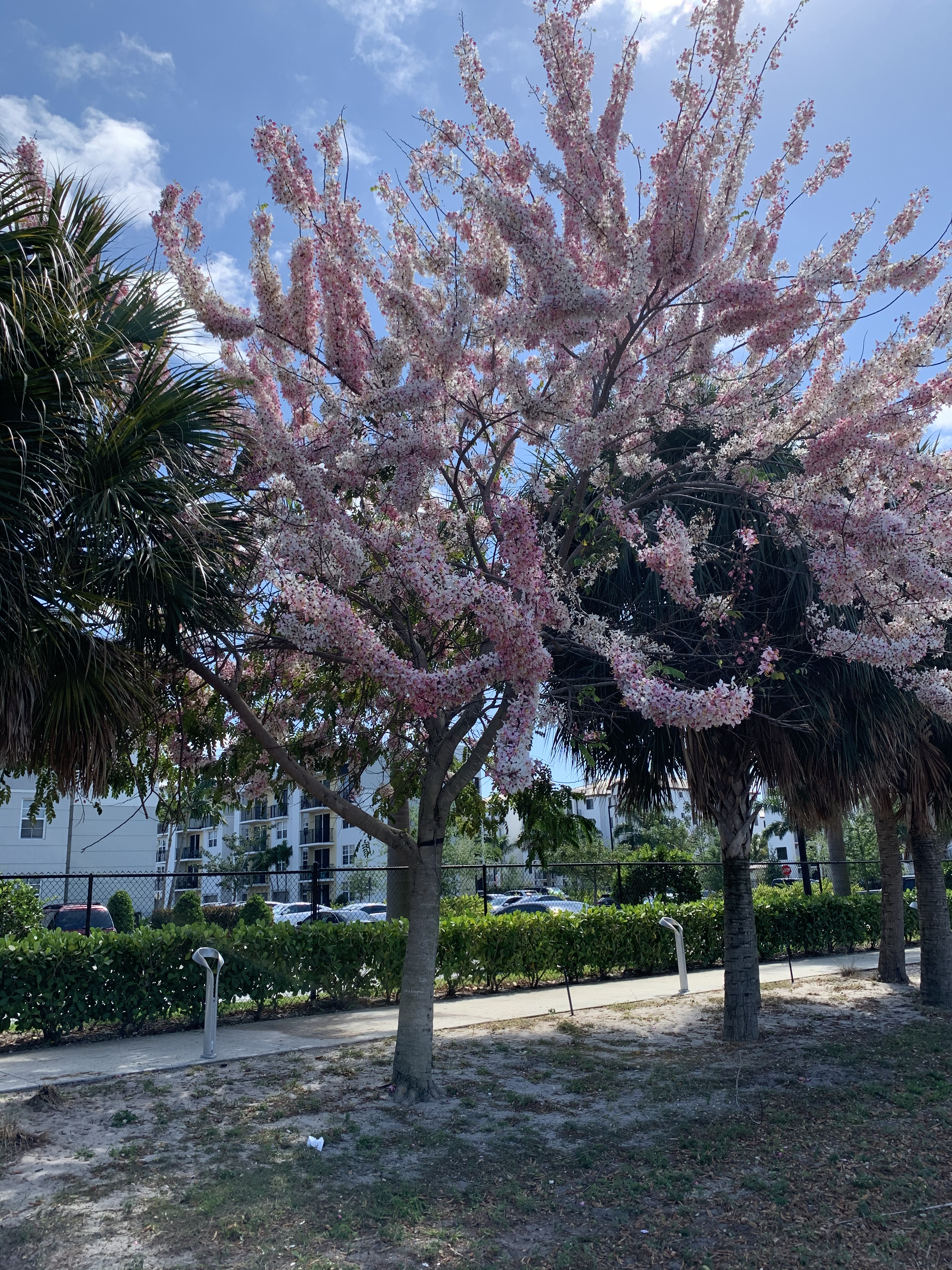
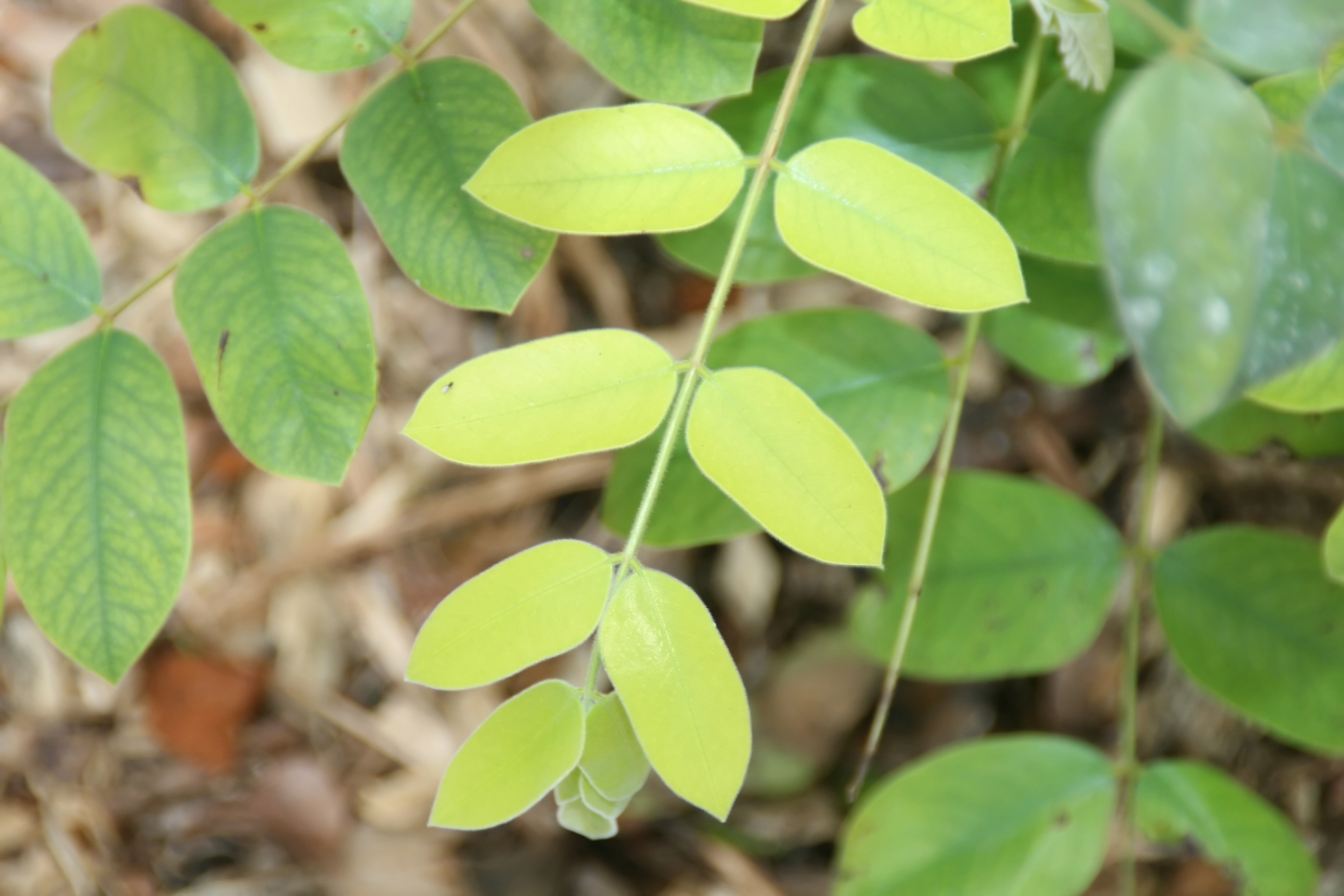

## Systématique
Le nom correct complet (avec auteur) de ce taxon est Cassia bakeriana Craib.
Cassia bakeriana a pour synonyme :
- Cassia bakerana Craib